# Mont-Cauvaire
Mont-Cauvaire é uma comuna francesa na região administrativa da Normandia, no departamento de Sena Marítimo. Estende-se por uma área de 9 km². Em 2010 a comuna tinha 805 habitantes (densidade: 89,4 hab./km²).